# Domenico Maria Jacobini
Domenico Maria Jacobini (né le 3 septembre 1837 à Rome, alors capitale des États pontificaux et mort le 1er février 1900 dans la même ville) est un cardinal italien de la fin du XIXe siècle.

## Biographie
Domenico Maria Jacobini exerce diverses fonctions au sein de la Curie romaine, notamment auprès de la "Congrégation extraordinaire des affaires ecclésiastiques". Il est élu archevêque titulaire de Tyr en 1881 et est consacré le 14 août de la même année par Edoardo Borromeo avec comme co-consécrateurs Alessandro Sanminiatelli Zabarella et Francesco Folicaldi. Il est secrétaire général de la Congrégation pour la Propagation de la Foi du 30 mars 1882 au 13 juin 1891. Il devient nonce apostolique au Portugal (en) en 1891.
Le pape Léon XIII le crée cardinal lors du consistoire du 22 juin 1896. Le cardinal Jacobini est camerlingue du Sacré Collège en 1897-1898 et préfet de la Congrégation de la résidence des évêques et de la Congrégation des visites épiscopales.